# Macleania
Macleana é um género botânico pertencente à família Ericaceae.
1. ↑  «Macleania». www.worldfloraonline.org. Consultado em 4 de julho de 2022